# Rachid Mimouni
Rachid Mimouni (n. 20 noiembrie 1945, Boudouaou, Franța – d. 12 februarie 1995, Paris, Franța) a fost un profesor, susținător al drepturilor omului și scriitor de origine algeriană.

## Opere
- « Le printemps n'en sera que plus beau » (1978)
- « Le Fleuve détourné » (1982)
- « Une paix à vivre » (1983)
- « Tombéza » (1984)
- « L'Honneur de la tribu » (1989)
- « La ceinture de l'ogresse » (1990)
- « Une peine à vivre » (1991)
- « De la barbarie en général et de l'intégrisme en particulier » (1992)
- « La Malediction » (1993)